# Mecynotarsus
Mecynotarsus is een geslacht van kevers van de familie snoerhalskevers (Anthicidae).

## Soorten
- Mecynotarsus albellus Pascoe, 1866
- Mecynotarsus amabilis Lea, 1895
- Mecynotarsus apicipennis Lea, 1895
- Mecynotarsus armifer Kejval, 2013[2]
- Mecynotarsus auceps Kejval, 2013[2]
- Mecynotarsus auripilosus Kejval, 2013[2]
- Mecynotarsus bicornis Kejval, 2013[2]
- Mecynotarsus bidens Kejval, 2013[2]
- Mecynotarsus bidentatus Kejval, 2013[2]
- Mecynotarsus bullatus Kejval, 2013[2]
- Mecynotarsus canthariphilus Kejval, 2013[2]
- Mecynotarsus centralis Kejval, 2013[2]
- Mecynotarsus concolor King, 1869
- Mecynotarsus dearmatus Kejval, 2013[2]
- Mecynotarsus excavatus Kejval, 2013[2]
- Mecynotarsus exophthalmus Kejval, 2013[2]
- Mecynotarsus fallax Kejval, 2013[2]
- Mecynotarsus festivus Kejval, 2013[2]
- Mecynotarsus grandior Kejval, 2013[2]
- Mecynotarsus granulatus Kejval, 2013[2]
- Mecynotarsus hirtipennis Kejval, 2013[2]
- Mecynotarsus hortensis Lea, 1922
- Mecynotarsus imitator Kejval, 2013[2]
- Mecynotarsus iuvenis Kejval, 2013[2]
- Mecynotarsus kingii MacLeay, 1872
- Mecynotarsus kreusleri King, 1869
- Mecynotarsus leai Pic, 1942
- Mecynotarsus magelae Kejval, 2013[2]
- Mecynotarsus mastersii MacLeay, 1872
- Mecynotarsus mollis Kejval, 2013[2]
- Mecynotarsus nobilis Kejval, 2013[2]
- Mecynotarsus obesus Kejval, 2013[2]
- Mecynotarsus parvulus Kejval, 2013[2]
- Mecynotarsus phanophilus Lea, 1922
- Mecynotarsus pilbarensis Kejval, 2013[2]
- Mecynotarsus pilicornis Kejval, 2013[2]
- Mecynotarsus pusillus Kejval, 2013[2]
- Mecynotarsus regalis, Kejval, 2013[2]
- Mecynotarsus setulosus Kejval, 2013[2]
- Mecynotarsus speciosus Kejval, 2013[2]
- Mecynotarsus weiri Kejval, 2013[2]
- Mecynotarsus ziczac King, 1869

- M. adumbratus Krekich-Strassoldo, 1923
- M. alvarado Chandler, 1977
- M. bison Olivier, 1811
- M. bordonii Uhmann, 2004
- M. bredoi Pic, 1952
- M. candidus LeConte, 1875
- M. cederholmi Bonadona, 1988
- M. chalumeaui Bonadona, 1981
- M. delicatulus G. Horn, 1868
- M. edwinus Telnov, 2000
- M. elegans LeConte, 1875
- M. falcatus Chandler, 1977
- M. faustii Seidlitz, 1891
- M. feminus Buck, 1966
- M. flavicans Casey, 1895
- M. flinti Bonadona, 1988
- M. franzi Bonadona, 1962
- M. hispaniolae Werner, 1983
- M. jocquei Bonadona, 1984
- M. lacustris van Hille, 1971
- M. laticornis Pic, 1947

- M. macularis Baudi, 1877
- M. mellyi Marseul, 1878
- M. minimus Marseul, 1876
- M. nitidus Pic, 1928
- M. quadrimaculatus Pic, 1913
- M. semicinctus Wollaston, 1865
- M. sericilus Krekich-Strassoldo, 1931
- M. serricornis (Panzer, 1796)
- M. truquii De Marseul, 1879
- M. vafer Chandler, 1977